# José Manuel Jurado
José Manuel Jurado Marín (Sanlúcar de Barrameda; 29 de junio de 1986) es un exfutbolista español que jugó durante 15 años en España, Alemania, Rusia, Arabia Saudi y China.

## Trayectoria

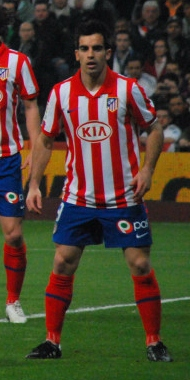
Jurado en el Atlético en 2010

Jurado debutó en la primera división con el Real Madrid Club de Fútbol en la temporada 2005/06. En el verano de 2006 se cerró su traspaso al Atlético de Madrid por tres millones de euros, aunque en las dos primeras temporadas no gozó de las suficientes oportunidades para mostrar sus aptitudes. Tras estos dos años, decide marcharse cedido durante la temporada 2008/09 al RCD Mallorca, club en el que cuajó notables actuaciones. En la temporada 2009/10 regresó al equipo colchonero, donde sería el jugador más usado durante la Liga y el único jugador de la plantilla que participaría en todos los partidos de Liga, Champions, Copa y UEFA.
El 30 de agosto juega su último partido con el Atlético de Madrid, enfrentándose en la primera jornada de liga al Sporting de Gijón, realizando un brillante partido y abriendo el marcador en el minuto 11 de juego con un espléndido gol tras un pase de Raúl García. Es sustituido en el minuto 32 de la segunda parte por Simão Sabrosa en medio de una gran ovación.
El 31 de agosto de 2010 fichó por el FC Schalke 04 con el cual llegó a las semifinales de la UEFA Champions League.
Tras una andadura de 3 temporadas en Rusia, el jugador español fichó por el Watford Football Club en el verano de 2015, donde se encontró de nuevo a las órdenes del entrenador español Quique Sánchez Flores. 
En 2016 volvió a las órdenes del mismo entrenador, Quique Sánchez Flores, pero esta vez a La Liga española al R. C. D. Espanyol.
En 2018 abandonó nuevamente el fútbol español para jugar en el Al-Ahli saudí. En febrero de 2019 fichó por el Changchun Yatai, equipo recién descendido a la Primera Liga China.
En julio de 2019 regresó nuevamente a España tras fichar por el Cádiz hasta 2022, pero en octubre de 2020 rescindió su contrato.

## Clubes

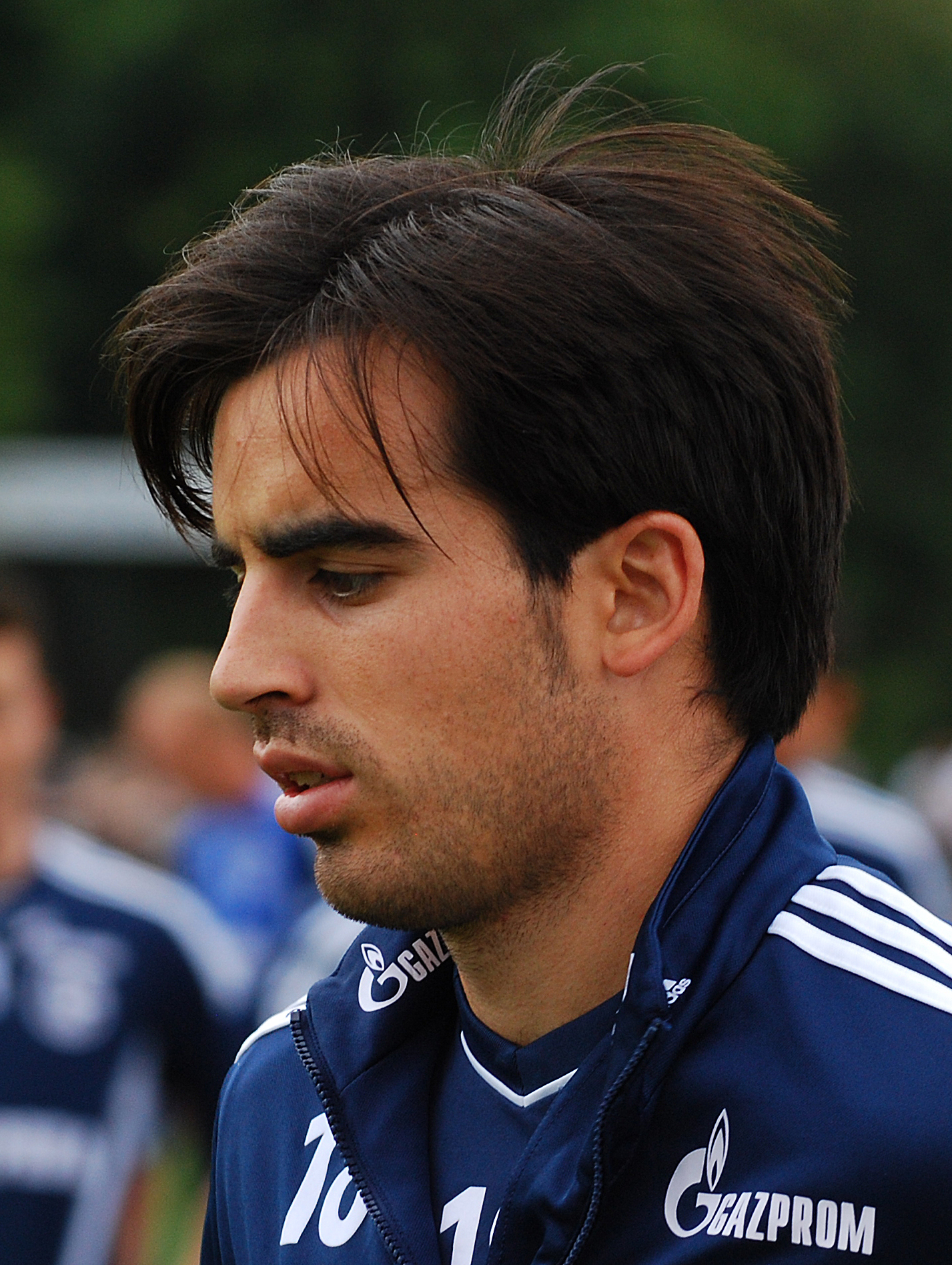
Jurado en un entrenamiento con el Schalke 04 en 2011

| Club               | País           | Año       |
| ------------------ | -------------- | --------- |
| Real Madrid        | España         | 2005-2006 |
| Atlético de Madrid | España         | 2006-2008 |
| RCD Mallorca       | España         | 2008-2009 |
| Atlético de Madrid | España         | 2009-2010 |
| Schalke 04         | Alemania       | 2010-2012 |
| Spartak de Moscú   | Rusia          | 2012-2015 |
| Watford            | Inglaterra     | 2015-2016 |
| RCD Espanyol       | España         | 2016-2018 |
| Al-Ahli            | Arabia Saudita | 2018-2019 |
| Changchun Yatai    | China          | 2019      |
| Cádiz CF           | España         | 2019-2020 |

## Palmarés
| Título                | Club               | País     | Año  |
| --------------------- | ------------------ | -------- | ---- |
| UEFA Europa League    | Atlético de Madrid | España   | 2010 |
| Supercopa de Europa   | Atlético de Madrid | España   | 2010 |
| Copa de Alemania      | FC Schalke 04      | Alemania | 2011 |
| Supercopa de Alemania | FC Schalke 04      | Alemania | 2011 |